# خیدیرلار (حمام‌اوزو)
خیدیرلار (به ترکی استانبولی: Hıdırlar) یک منطقهٔ مسکونی در ترکیه است که در حمام‌اوزو واقع شده‌است.